# 12-я бронетанковая бригада (Великобритания)
12-я бронетанковая бригада (англ. 12th Armoured Brigade Combat Team) — тактическое соединение в составе 3-й дивизии Великобритании. Бригада дислоцируется в Булфорд-Кэмпе.

## История
Бригада подверглась расформированию в 1947 году. Но в апреле 1956 года название было присвоено 91-й пехотной бригаде. В течение 1970-х годов это была одной из двух «квадратных» бригад 2-й бронетанковой дивизии. В 1981 году переподчинена 1-й бронетанковой дивизии с дислокацией в Квебекских казармах в Оснабрюке, Германия. В 1998 году бригада была преобразована в механизированную в составе 3-й механизированной дивизии дислоцированной на тот момент в Олдершотском гарнизоне (Aldershot Garrison): она переехала из Уардских казарм в Булфорд-Кэмп в феврале 2004 года.
В рамках программы Future Soldier бригада была преобразована в 12-й бронетанковую бригаду (12th Armoured Brigade Combat Team) и в дальнейшем будет обладать разведывательным полком, оснащенным Ajax. Нынешний бронетанковый полк будет перевооружен на ОБТ Challenger 3, а механизированные батальоны — на БМП Boxer.
Штаб бригады и две боевые группы: 1-й батальон Королевского английского полка и 1-й батальон Гренадерского гвардейского полка развёрнуты в Афганистане в 2007 году чтобы сформировать штабы и основные боевые подразделения Task Force Helmand в составе сил содействия НАТО. Штаб бригады расположен в Булфорд-Кэмпе. Бригада образует одну из составных частей реакционных сил британской армии, представляющих собой тяжёлые ударные части с танками Challenger 2 и поддержкой 155-мм САУ AS-90 от 1-й артиллерийской бригады.

## Состав

### 1989 год
- Управление бригады и 212-й эскадрон связи (HQ 12 Armd Bde & 212 Signal Sqn R SIGNALS) (казармы Квебек, Оснабрюк)
- 4-й королевский танковый полк (4th Royal Tank Regiment) (казармы Имфал, Оснабрюк) (57 ОБТ Чифтен)
- 1-й батальон Королевского ирландского рейнджерского полка (1st Bn, The Royal Irish Rangers (27th (Inniskilling), 83rd & 87th)) (казармы Белфаст, Оснабрюк) (79x FV432, 8x FV107 Scimitar, 4x FV103 Spartan MCT, 8x 81-мм миномётов и 24x MILAN FP)
- 1-й батальон Королевского полка зелёных курток (1st Bn, The Royal Green Jackets) (казармы Мерсер, Оснабрюк) (79x FV432, 8x FV107 Scimitar, 4x FV103 Spartan MCT, 8x 81-мм миномётов и 24x MILAN FP)
- 4-й (добровольческий) батальон Королевского полка зелёных курток (4th (Volunteer) Bn, The Royal Green Jackets) (81-мм миномёты, ПТРК Милан, разведвзводы ×5 LAND ROVER FFR))[6]

### 2024 год
В бригаду входят:
- Штаб (Булфорд)[8]
- Королевский танковый полк (Тидворт) (56 ОБТ Challenger 2[9]);
- Его Величества королевский гусарский полк
- Королевский уэссекский йоменский полк
- 1-й батальон Королевского валлийского полка (Тидворт) (БМП Warrior[10]).
- 1-й батальон Мерсийского полка (Булфорд) (БМП Warrior[11]);
- 3-й батальон Стрелкового полка
- 3-й батальон Королевского валлийского полка (Кардифф) (MRAP) (в Армейском резерве в паре с 1-м батальоном Королевского валлийского полка).
- 4-й батальон Мерсийского полка (Вулвергемптон) (MRAP[11]) (в Армейском резерве в паре с 1-м батальоном Мерсийского полка);
- 4-й полк Королевского логистического корпуса (Абингдон)
- 4-й батальон Корпуса королевских инженеров-электриков и механиков
- 15-й полк связи
- 19-й полк Королевской артиллерии
- 26-й инженерный полк